# Volando voy (película)
Volando voy es una película española dirigida en el año 2006 por Miguel Albaladejo, es la biografía cinematográfica del delincuente juvenil rehabilitado Juan Carlos Delgado.

## Argumento
En el Getafe de finales de los años 70, un 600 cruza a toda velocidad la calle sin un aparente conductor. "El Pera" (Borja Navas), un niño de 11 años, va al volante. Sus padres están preocupados por la facilidad de su hijo para robar y conducir automóviles. Angustiados, quieren alejarle de los chavales del barrio, unos problemáticos delincuentes, y llevarle a la Ciudad Escuela de los Muchachos. La adaptación no es fácil para "el Pera" ya que la calle es su ecosistema y el barrio su centro de operaciones. El tío Alberto (Álex Casanovas), que guarda un poco de "el Pera" en su interior, intentará rescatarlo. Éste actualmente trabaja para la policía transmitiéndoles los conocimientos sobre las persecuciones  que adquirió en su época.

## Reparto
| Intérprete                | Personaje              |
| ------------------------- | ---------------------- |
| Borja Navas               | Juan Carlos 'El Pera'  |
| Fernando Tejero           | Juan                   |
| Mariola Fuentes           | Pepita                 |
| Àlex Casanovas            | Tío Alberto            |
| Mar Regueras              | Bego                   |
| José Luis García-Pérez    | El Señorito            |
| Juan Carlos Marina        | El Indio               |
| Israel Vaquero            | El Periquito           |
| Christian Nájera          | El Charly              |
| Andreas Muñoz             | El Gavioto             |
| Alejandro López Port      | Nicéforo               |
| Carmela Quijano           | Maribel                |
| Elena Suárez              | Mari Jose              |
| Julia Teixeira            | Conchi                 |
| Miguel Expósito           | Josean                 |
| David López               | Pepo                   |
| Francisco Jesús Urrea     | Chirri                 |
| Guillermo Sánchez         | Diego                  |
| Daniel Jiménez            | El Pedriza             |
| Daniel Fernández Sánchez  | El Pelos               |
| Noé Alcázar               | Monti                  |
| Óscar Fraile              | Eloy                   |
| Juan Carlos Delgado       | Compañero Juan         |
| Pep Morell                | Motoexcavadora         |
| Juan Francisco Delgado    | Abuelo Extremeño       |
| Francisco Javier Menéndez | Abuelo Manchego        |
| Javier Martínez           | Dueño del Bar          |
| Julio Vélez               | Perista                |
| Leopoldo Casares Mira     | Agente Pérez           |
| Marcos Campos             | Agente 1 Descampado    |
| Patricia Luna             | Doña Mariana           |
| Lucía del Río             | Asistente Social       |
| Alfonso Torregrosa        | Farmacéutico           |
| Carlos Cañas              | Agente Toledano 1      |
| Roberto Hernández         | Agente 1 Comisaría     |
| Antonio Salazar           | Agente 2 Comisaría     |
| Miguel del Alma           | Agente 1 Casa J.C.     |
| Juanlu Escudero           | Policía 1 Detención    |
| Alicia Andújar            | Hermana del Indio      |
| Ángel Alcázar             | Hermano del Indio      |
| Alejandro Gómez           | Miguel A. López        |
| Flavia Awan               | Chica del Gavioto      |
| Juanma Lara               | Guardia Civil Manguera |
| Palmira Santiago          | Abuela del Indio       |
| Pepa Charro               | Puta                   |
| Manuel López              | Niño Abrigo            |
| Geli Albaladejo           | Doña Aurelia           |
| Pilar Castro              | Srta. Pilar            |
| Empar Ferrer              | Jueza                  |
| Josele Román              | Madre del Indio        |
| Jorge Alcázar             |                        |
| Sergio Pineda             |                        |

## Nominaciones
- Nominado al Festival Internacional de Cine de Karlovy Vary por el premio Crystal Globe en el 2006